# Steffen Wiesinger
Steffen Wiesinger (ur. 27 listopada 1969 w Laudzie) – niemiecki szermierz.

## Życiorys
Ma w dorobku dwa brązowe medale mistrzostw świata w 1993 roku.
Reprezentował Niemcy podczas Letnich Igrzysk Olimpijskich w 1992 i 1996  roku. Na Mistrzostwach Europy w Szermierce w 1993 i 1997 roku zdobył brązowy medal w szpadzie.